# Diedericus (proost)
Diedericus (begin 12de eeuw - abdij van Cambron, 2 september 1194) of Desiderius van Kortrijk was proost van Sint-Donaas in Brugge, kanselier van Vlaanderen en bisschop van Terwaan.

## Levensloop
Het ging om Diederik of Desiderius van Kortrijk, belangrijk lid van de clerus in het graafschap Vlaanderen en behorende tot de familie van de burggraven of kasteleins van de Kasselrij Kortrijk. Een precieze geboortedatum is onbekend. Hij ondernam een klerikale carrière en werd priester. In 1132 werd hij proost van het Sint-Pieterskapittel in Rijsel. In 1146 werd hij aartsdiaken van het bisdom Noyon-Doornik. In 1164 werd hij proost van Sint-Donaas en kanselier van Vlaanderen.
Diederik oefende de beide genoemde ambten uit tijdens de periode 1164 tot 1169. Oorkonden uit die periode dragen zijn naam, soms gevolgd door zijn titel als proost van Sint-Donaas of 'van Brugge', soms gevolgd door zijn titel als kanselier van Vlaanderen.

## Proost van Sint-Donaas
Diedericus volgde als proost en kanselier Pieter van Vlaanderen op, de jongste zoon van de Vlaamse graaf. Het is waarschijnlijk dat hij als plaatsvervanger optrad tijdens het proostschap van Pieter, die pas twaalf jaar oud was toen hij benoemd werd. De twee opvolgers van Diederik behoorden eveneens tot de familie van Diederik van de Elzas (zijn bastaardzoon Gerard van de Elzas) en van Filips van de Elzas (zijn vertrouwensman Robertus de Douva). De hypothese dat ook Diedericus tot de grafelijke familie behoorde is derhalve niet zonder grond. Hij behoorde alvast tot de nauw betrokken en invloedrijke hovelingen.
Zijn tweede in bevel binnen het Brugse kapittel was kanunnik Haket, deken van Sint-Donaas van 1161 tot 1173, die in 1167 tijdelijk de leiding van de kanselarij overnam, zonder dat duidelijk is wat er Diedericus in die jaren verhinderde. Haket werd in 1173 cisterciënzer, stichtte de cisterciënzerabdij Ter Doest en werd er abt van, om vanaf 1179 abt van Ten Duinen te worden en er in 1185 te overlijden.

## Bisschop van Terwaan
In 1169 werd Diedericus bisschop van Terwaan. Hij stichtte verschillende nieuwe parochies en kerken, alsook de abdij van cisterciënzerinnen Sinte Columba in Blendeke bij Sint-Omaars. Hij zette zich vooral in voor het invoeren in zijn bisdom van de Gregoriaanse hervorming. Hij onderhield contacten met veel wereldlijke en geestelijke vooraanstaanden, nog voor zijn bisschopswijding met Bernardus van Clairvaux (1090-1153) en later met aartsbisschop Thomas Becket (1118-1170).
Hij ontwikkelde goede contacten met de Romeinse curie. In 1179 nam hij deel aan het Derde Lateraans Concilie. Door paus Alexander III werd hij met verschillende opdrachten belast. In 1191 werd hij als bemiddelaar aangesteld om, namens de Heilige Stoel, de ruzie bij te leggen tussen koning Filips-Augustus en Margaretha van de Elzas, echtgenote van graaf Boudewijn V van Henegouwen, betreffende de troonopvolging in het graafschap Vlaanderen. Sommigen vermelden hem als "Zalige" Diedericus of Desiderius.
In 1191, drie jaar voor zijn dood, nam hij ontslag vanwege zijn hoge leeftijd en trok zich als eenvoudige monnik terug in de abdij van Cambron, waar hij overleed.
Hij werd begraven voor het hoogaltaar van de abdij van Cambron en werd er als heilige vereerd. Sanderus meldde dat in de jaren 1600 gelovigen kaarsen bij zijn graf kwamen branden. Na de vernieling van de abdij werd zijn stoffelijk overschot in 1811 bijgezet onder het hoogaltaar van de parochiekerk van Cambron.

## Voetnota's
1. 1 2  E. Warlop, a.w.
2. ↑  Geneanet vermeldt 1115
3. ↑  A. Verhulst en Th. de Hemptinne, a.w., blz. 282
4. ↑  Véronique Lambert, a.w.
5. ↑  G. Declercq, a.w. blz. 51-52
6. ↑  Heilig verklaard in 1173
7. ↑  Heilig verklaard in 1174
8. ↑  E. Van Cappel, a.w.
9. ↑  M. English, a.w.